# فهرست شرکت‌های هواپیمایی ممنوع‌شده در اتحادیه اروپا

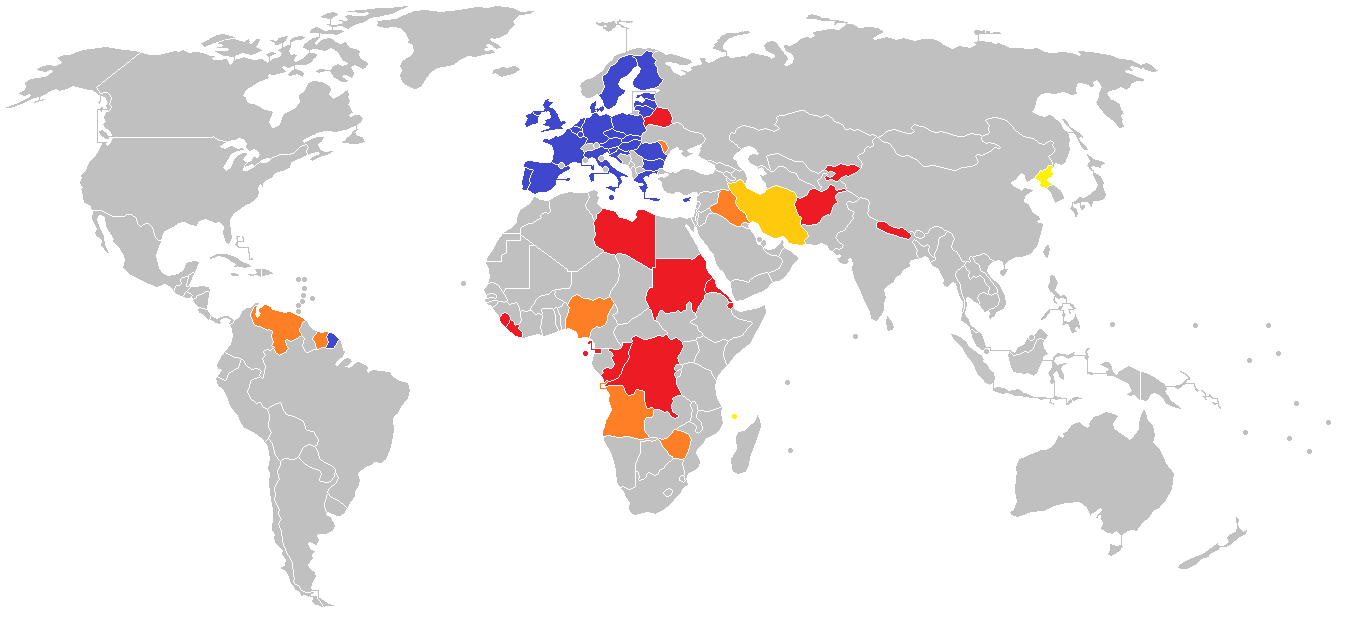

شرکت‌های هواپیمایی ممنوع‌شده در اتحادیه اروپا فهرستی از شرکت‌های هواپیمایی هستند که نتوانسته‌اند معیارهای لازم اتحادیهٔ اروپا را کسب کنند.